# Chlorospingus
A Chlorospingus a madarak osztályának verébalakúak (Passeriformes) rendjébe és a verébsármányfélék (Passerellidae) családjába tartozó nem.
A rendszertani besorolásuk felülvizsgálat alatt áll. Eredetileg a tangarafélék (Thraupidae) családjába sorolták hibásan. Újabb kutatások pedig a sármányfélék (Emberizidae) családjába tartozó Arremonops nemmel mutattak ki hasonlóságot.

## Rendszerezés
A nembe az alábbi 17 faj tartozik:
- hamuszíntorkú bozóttangara (Chlorospingus canigularis)
- Chlorospingus parvirostris
- sárgatorkú bozóttangara (Chlorospingus flavigularis)
- Chlorospingus pileatus
- Chlorospingus wetmorei
- Chlorospingus albifrons
- andesi bozóttangara (Chlorospingus ophthalmicus)
- Chlorospingus dwighti
- Chlorospingus postocularis
- Chlorospingus punctulatus
- Chlorospingus venezuelanus
- Chlorospingus cinereocephalus
- Chlorospingus tacarcunae
- zöldes bozóttangara (Chlorospingus inornatus)
- Chlorospingus flavopectus
- Chlorospingus semifuscus